# Mariano Larraz
Mariano Larraz es un exfutbolista que jugaba de centrocampista y exentrenador argentino que jugó y dirigió a Emelec y Everest de Guayaquil.

## Biografía
Mariano Larraz fue apodado el viejo.  Jugó con sus hermanos Orlando y Jorge "Pibe" en el Emelec de Guayaquil. Fue técnico del Emelec Campeón Nacional 1961 y al año siguiente repitió el título; pero con el Everest.

## Trayectoria

### Como futbolista
Fue campeón de Guayaquil con Emelec en 1956 y 1957 y luego campeón nacional con el mismo equipo en 1957.
A inicios de 1957, fue subcampeón de Venezuela con La Salle FC.
En 1963 dirigió la Selección Nacional de Fútbol en el Sudamericano de Bolivia.

### Como entrenador
Fue campeón de Guayaquil con Emelec en 1960 y luego campeón nacional con el mismo equipo en 1961. Tiene el mérito de haber sacado Campeón Invicto del Ecuador al Everest de Guayaquil en 1962, adjudicándose el título luego de una final con Barcelona que terminó 1 a 1; pero que por goles promedio se decidió el título para el cuadro de la montaña.
En 1963 dirigió la Selección Nacional de Fútbol en el Sudamericano de Bolivia.

## Clubes

### Como futbolista
| Equipo                           | Temporadas        |
| -------------------------------- | ----------------- |
| Sp. Dock Sud                     | 1948              |
| Universidad Nacional de Colombia | 1950              |
| Emelec                           | 1951              |
| Everest                          | 1952              |
| La Salle                         | 1957              |
| Emelec                           | 1953 - 1957, 1958 |

## Palmarés

### Como jugador
| Título                             | Club   | País    | Año  |
| ---------------------------------- | ------ | ------- | ---- |
| Campeonato Provincial de Guayaquil | Emelec | Ecuador | 1956 |
| Campeonato Provincial de Guayaquil | Emelec | Ecuador | 1957 |
| Campeonato Nacional Ecuatoriano    | Emelec | Ecuador | 1957 |

### Como entrenador
| Título                          | Club    | País    | Año  |
| ------------------------------- | ------- | ------- | ---- |
| Campeonato Nacional Ecuatoriano | Emelec  | Ecuador | 1961 |
| Campeonato Nacional Ecuatoriano | Everest | Ecuador | 1962 |